# Санта-Клара (Юта)
Санта-Клара (англ. Santa Clara) — місто (англ. city) в США, в окрузі Вашингтон штату Юта. Населення — 7553 особи (2020).

## Географія
Санта-Клара розташована за координатами 37°7′53″ пн. ш. 113°39′24″ зх. д. / 37.13139° пн. ш. 113.65667° зх. д. (37.131392, -113.656621).  За даними Бюро перепису населення США в 2010 році місто мало площу 14,33 км², з яких 14,29 км² — суходіл та 0,04 км² — водойми. В 2017 році площа становила 15,82 км², з яких 15,78 км² — суходіл та 0,04 км² — водойми.

## Демографія
Згідно з переписом 2010 року, у місті мешкали 6003 особи в 1708 домогосподарствах у складі 1540 родин. Густота населення становила 419 осіб/км².  Було 1876 помешкань (131/км²).
Расовий склад населення:
| - 94,4 % — білих - 0,7 % — корінних американців - 0,6 % — вихідців з тихоокеанських островів - 0,4 % — чорних або афроамериканців - 0,4 % — азіатів - 1,8 % — осіб інших рас |

До двох чи більше рас належало 1,7 %. Частка іспаномовних становила 4,9 % від усіх жителів.
За віковим діапазоном населення розподілялося таким чином: 36,3 % — особи молодші 18 років, 52,3 % — особи у віці 18—64 років, 11,4 % — особи у віці 65 років та старші. Медіана віку мешканця становила 31,1 року. На 100 осіб жіночої статі у місті припадало 99,5 чоловіків;  на 100 жінок у віці від 18 років та старших — 95,7 чоловіків також старших 18 років.
Середній дохід на одне домашнє господарство  становив 76 993 долари США (медіана — 67 776), а середній дохід на одну сім'ю — 80 765 доларів (медіана — 69 632). Медіана доходів становила 50 958 доларів для чоловіків та 31 447 доларів для жінок. За межею бідності перебувало 4,4 % осіб, у тому числі 3,4 % дітей у віці до 18 років та 7,1 % осіб у віці 65 років та старших.
Цивільне працевлаштоване населення становило 2476 осіб. Основні галузі зайнятості: освіта, охорона здоров'я та соціальна допомога — 25,9 %, мистецтво, розваги та відпочинок — 14,3 %, роздрібна торгівля — 12,8 %.